# Sam Savage
Samuel Phillips Savage (Camden, 9 novembre 1940 – Madison, 17 gennaio 2019) è stato uno scrittore statunitense noto soprattutto per il suo romanzo del 2006 Firmino.

## Biografia
Nato il 9 novembre 1940 a Camden  in Carolina del Sud, Savage è il quinto di sette figli di Henry Savage un avvocato e naturalista che fu sindaco progressista della città per dieci anni, attirandosi minacce e attacchi a causa delle sue posizioni pro-integrazione, e di Elizabeth Jones Savage.
In seguito si è diretto a Nord, prima a Boston poi New York, e dopo in Francia e Germania. Ha studiato filosofia a Yale e all'Università di Heidelberg, in Germania conseguendo un dottorato di ricerca (PhD) in filosofia a Yale con una tesi sul pensiero politico di Thomas Hobbes. Vi ha anche insegnato, ma per usare le sue parole: "brevemente e infelicemente". È stato un periodo nel quale molti erano convinti che non esistevano veri problemi filosofici, ma solo veri puzzle linguistici. Questa scoperta non lasciò a Savage molte alternative professionali, poiché l'unico puzzle che allora lo interessava era se stesso. Ha trascorso diversi anni in Francia, dove è stato sposato con una donna francese per sette anni ed ha avuto un figlio che è cresciuto lì. In seguito è tornato in Carolina del Sud nel piccolo villaggio costiero di McClellanville, dove si è stabilito per 23 anni. Savage sposò Nora Manheim, figlia del noto traduttore letterario Ralph Manheim, ed ebbero due figli. Ha lavorato come falegname, pescatore professionale, grafico di pressa. In verità, ha vissuto principalmente usando un'eredità in costante diminuzione e grazie alle fatiche muliebri, mentre cercava di scrivere, faceva finta di scrivere, e a volte veramente scriveva. La maggior parte delle cose che ha scritto non sono sopravvissute. Nel frattempo la scoperta di un enfisema ereditario e la disabilità della figlia portarono lui e la moglie Nora a spostarsi, nel 2004,  nuovamente a Nord, a Madison, nel Wisconsin, trasferimento motivato da un qualità migliore dei trasporti pubblici.

### Morte
Savage dopo essere stato ricoverato in un hospice e aver lottato per molti anni contro una malattia respiratoria è morto nella sua residenza di Madison il 17 gennaio 2019, all'età di 78 anni.

## Opere

### Firmino
La sua prima opera in prosa pubblicata è il romanzo breve Firmino edito nel 2006 dall'americana Coffee House Press, piccola casa editrice che inizialmente stampò solo un migliaio di copie. Ma Firmino ha finito col trasformarsi in un vero e proprio caso letterario. Accolto con entusiasmo dal pubblico e consacrato dalla critica, questo libriccino, edito in Italia da Einaudi e con circa mezzo milione di copie vendute, è stato eletto come miglior libro dell'anno dall'American Library Association; miglior esordio da Barnes and Noble; miglior debutto dal Library Journal. Il suo segreto? Firmino è una favola d'altri tempi, con tanto di finale nostalgico e morale inclusa, una di quelle favole che fanno divertire i bambini e allo stesso tempo riflettere i grandi, una storia all'Esopo da XXI secolo.
Sam Savage l'ha scritta a quasi settant'anni, in una notte di veglia: Firmino è un topo - un topo romantico e sentimentale che si nutre di libri. Ultimo di una nidiata di tredici cuccioli, Firmino viene al mondo quando già tutte le mammelle di mamma Flo sono occupate dai suoi fratelli, rimanendo così escluso dal nutrimento. L'istinto di sopravvivenza ispira in lui l'arte dell'arrangiarsi e poiché è nato in una libreria di Boston, alla fine degli anni sessanta, inizia a rosicchiare tutti i libri che ha intorno, scoprendo ben presto che i più belli sono anche i più buoni. Tra saggi e manuali, enciclopedia e romanzi, Firmino diventa un vorace onnivoro che non si accontenta di fagocitare ogni libro che trova, perché un libro non lo si può semplicemente ingerire, bisogna farlo proprio, assorbirlo, succhiarne l'anima. Così Firmino finisce con l'identificarsi con i grandi eroi della letteratura di ogni tempo e davanti gli si apre un mondo nuovo, diverso: la fantasia.
Al contrario però di molte favole quella di Savage, amante di Kafka e Dostoevskij, non ha un lieto fine. Firmino dovrà assistere alla distruzione della libreria ad opera delle ruspe comunali per permettere l'attuazione di un nuovo piano edilizio. La sensibilità intellettuale lascia spazio al pragmatismo, la cultura al rinnovamento urbanistico, emblema della modernità che avanza lasciandosi alle spalle solo il ricordo di una bellezza che non c'è più. Firmino è il simbolo dell'esclusione, dell'esilio. Rifiutato dalla famiglia d'origine che non si preoccupa nemmeno del suo nutrimento, al pari di un eroe boccacciano mette in pratica l'arte dell'arrangiarsi per ottenere prima il riscatto e poi, perdere tutto. O quasi tutto. Già perché i più romantici, come Savage, credono ancora che esista qualcosa che nessun rinnovamento edilizio potrà mai abbattere: la fantasia.
Lo straordinario successo di Firmino e del suo autore scaturisce dall'aver dato voce, in una splendida favola, a coloro i quali, nonostante i deliranti "piani edilizi" della società moderna, continuano a scorgere e a sognare le antiche bellezze. La storia di Firmino commuove, con una delicatezza e una profondità lontana dalle interpretazioni disneyane di topi e ratti vari. La triste e realistica Stile Libero (Einaudi) del presente e le ponderazioni del piccolo e saggio topo non hanno nulla di comico o di giocoso, ma si pongono al pari delle riflessioni filosofiche di tanti pensatori del Novecento. Savage, data la sua estrazione"filosofica", ha però una dote che arricchisce il valore del racconto: pur facendo parlare un topo, un reietto, non banalizza né punta sul patetismo, ma offre un disincantato quadro della società postmoderna, in cui i divoratori di libri sono sempre meno.

### Il lamento del bradipo
La sua seconda opera in prosa è Il lamento del bradipo, del 2009, ambientato negli anni di Nixon. È la storia, struggente, di Andrew Whittaker, uno scrittore fallito indebitato fino al collo, direttore di una rivista letteraria con pochissimi lettori e a un passo dalla bancarotta, con una casa che cade letteralmente a pezzi e l'ex-moglie che, dopo averlo lasciato da due anni, lo assilla per gli alimenti. Inoltre, ha a che fare con affittuari folli che lo assediano con mille problemi, con la madre egoista e gretta che non lo ha mai amato, con la badante della madre offesa dalle di lei esternazioni razziste, e con la sua colf messicana che non capisce una parola d'inglese, con amici d'infanzia ormai scrittori di successo, con aspiranti scrittori di successo (coloro che scrivono alla sua rivista) che sembrano in gran parte usciti da un manicomio e con crescenti problemi di salute, perlopiù manifestazioni somatiche delle sue nevrosi.
Nonostante tutto questo, Andrew coltiva sogni, ambizioni, progetti, senza rassegnarsi mai. Spesso illusioni, velleità fantastiche con cui mente a sé stesso per rendere la sua vita una finzione meno crudele della realtà.
E raccoglie tutto, frammenti di dolci sogni e struggente realtà, in scritti di qualunque tipo: diario personale, brani di un romanzo mai finito, liste della spesa, avvisi ai condomini, cartelli vari, bozze e appunti sparsi, lettere piene di ipocrisia e disperazione agli amici di successo, lettere alla banca, lettere alla madre, lettere alla sorella, lettere all'ex-moglie, lettere ai suoi lettori... Identificando sé stesso, in una lettera, col bradipo ai-ai (nome latino bradypus torquatus), Andrew dà di sé l'immagine di un amabile perdigiorno, genio disperato a tempo perso, capace di tutto e di niente, grandioso e meschino, profondo e puerile, schietto e bugiardo, un fabbricante (e nel medesimo tempo una vittima) di illusioni, "un nevrotico archivista del tutto e del niente in cui siamo immersi".

### Altre opere
Le prime due opere in prosa dono precedute dal romanzo in versi: The Criminal Life of Effie O. (2005). Successivamente pubblica nell'ordine: Glass (2011), The Way of the Dog (2013) e It Will End with Us (2014). Chiudono la sua opera le due collezioni Zero Gravity - una collezione di scritti del periodo 1981–2015 ed infine An Orphanage of Dreams (2019)